# Ceratopogon floralis
Ceratopogon floralis är en tvåvingeart som först beskrevs av Johann Wilhelm Meigen 1804.  Ceratopogon floralis ingår i släktet Ceratopogon och familjen svidknott.
Artens utbredningsområde är Tyskland. Inga underarter finns listade i Catalogue of Life.